# 都腹赤
都 腹赤（みやこ の はらか）は、平安時代初期の貴族・漢詩人。大和介・桑原秋成の子。氏姓は桑原公のち都宿禰。官位は正五位下・文章博士。

## 経歴
文章生を経て、少内記・大内記・大学頭・文章博士などを歴任し、弘仁12年（821年）には文章博士兼大内記の官職にあった。また、この間の弘仁11年（820年）外従五位下に叙せられている。弘仁13年（822年）弟の貞継ら一族と共に、氏姓を桑原公から都宿禰に改める。
弘仁14年（823年）淳和天皇の即位に伴って二階昇進して正五位下に叙せられる。また、淳和朝の元号「天長」（824年から834年）を選定した。天長2年（825年）7月7日卒去。享年37。
生前、腹赤は、弘仁11年（820年）の「須らく文章生は良家の子弟から取るべし」という新方針を「大学は才を尚ぶ処で賢を養う地」であり、「高才は必ずしも貴種ではないし、貴種は必ずしも高才ではない」と批判し、旧例に復するよう求めた。これは天長4年（827年）6月13日に淳和天皇により認められた。

## 人物
漢詩人として、弘仁5年（814年）成立の『凌雲集』には2首が採録されているのみであるが、弘仁9年（818年）成立の『文華秀麗集』には撰者として参画し、10首が入集している。有職故実書『内裏式』の編集にも参画した。
当時、学識や漢詩の才が抜群であったという。

## 官歴
注記のないものは『六国史』による。
- 日付不詳：大初位下
- 弘仁5年（814年） 日付不詳：見文章生相模博士[6]
- 時期不詳：従七位下
- 弘仁9年（818年） 日付不詳：見少内記兼播磨少目[3]
- 時期不詳：正六位上
- 弘仁11年（820年） 正月7日：外従五位下
- 時期不詳：従五位下（内位）
- 弘仁12年（821年） 正月30日：見文章博士兼大内記[4]
- 弘仁13年（822年） 日付不詳：桑原公から都宿禰に改姓[1]
- 弘仁14年（823年） 4月27日：正五位下（越階）
- 天長2年（825年） 7月7日：卒去（正五位下）